# Universidad de Cergy-Pontoise
La Universidad de Cergy-Pontoise (en francés: Université de Cergy-Pontoise, también llamada UCP) es una universidad francesa localizada en la Mancomunidad de Cergy-Pontoise, en el departamento de Valle del Oise.
El presidente de la universidad es actualmente y desde el año 2012, el profesor François Germinet.
La universidad cierra en 2020, reemplazada por la Universidad CY Cergy Paris.

## Facultades
- Derecho
- Economía y Administración
- Lenguas y Estudios Internacionales
- Humanidades
- Ciencia y Tecnología
- Instituto de Estudios Políticos de Saint-Germain-en-Laye (en asociación con la Universidad de Versailles Saint Quentin en Yvelines).[3]

## Presidentes
- François Germinet (desde 2012)
- Françoise Moulin Civil (2008-2012)
- Thierry Coulhon (2004-2008)
- René Lasserre (1999-2004)
- Bernard Raoult (1991-1999)

## Doctores honoris causa
- Duncan Haldane, físico anglo-americano